# فانتینبلو لاس وگاس
The Drew لاس وگاس (سابقاً فانتن بلو لاس وگاس) یک هتل و کازینوی نیمه تمام است که در نوار لاس وگاس و بر روی زمینی به مساحت ۹٫۹ هکتار (۲۴٫۵ جریب) که در گذشته متعلق به هتل کازینوهای الجزایر و El Rancho بوده، واقع شده‌است. این بنا به عنوان خواهر هتل فانتن بلو سواحل میامی (از سال ۱۹۵۰ تا بحال) شناخته شده‌است. به غیر از برج دیده‌بانی هتل استراتوسفر، ساختمان ۶۸ طبقهٔ این هتل، بلندترین برج شهر و ایالت نوادا است.
پروژهٔ هتل فانتن بلو در ماه مه سال ۲۰۰۵ رونمایی شد و ساخت اولیه آن در مارس ۲۰۰۶ و افتتاح این مجموعه برای سال ۲۰۰۸ برنامه‌ریزی شده بود.
اخت و ساز در ۲۰۰۷ شروع شد، ولی در ۲۰۰۹ بعلت ورشکستگی متوقف شد.
این هتل به دست کارلوس زاپاتا طراحی شده‌است. پروژه در سال ۲۰۱۷ به شرکت هلدینگ ویتکاف و Valley LLC به قیمت ۶۰۰ میلیون دلار فروخته شد. مالکان جدید تصمیم گرفتند پروژه را سال ۲۰۱۸ از سرگیری کنند و در سال ۲۰۲۰ افتتاح شود. هنگام تکمیل پروژه، هتل ۴۰۰۰ اتاق و ۳ هتل خواهد داشت.

## تاریخچه
درابتدا سایت هتل ال رنچو بوده‌است. این هتل در ۱۹۴۸ افتتاح شد و بعدها به سیلور برد، تاندر برد و سپس ال رنچو، تغییرنام داد. این هتل در ۱۹۹۲ بسته شد و در سال ۲۰۰۰، شرکت ترنبری آسوشیتد سایت ۸٫۵ هکتاری آن را خرید و سپس ال رنچو را تخریب نمود تا یک هتل با تم لندن را در آنجا بسازد ولی این رؤیا به دلیل مشکلات اقتصادی که در حملات ۱۱ سپتامبر به وجود آمد، هیچگاه تحقق نیافت.
ترنبری سایت ۱٫۵ هکتاری مجاور را به قیمت ۹ میلیون دلار خرید. این سایت متعلق به هتل الجزایر بوده‌است. یک شرکت خصوصی به نام فانتن بلو ریرزورتس به سرپرستی جف سوفر (رئیس و مالک اکثریت ترنبری ایش آسوشیتد) بعدها پروژه را خریداری نمود و برنامه‌ریزی خود جهت ساخت هتلی بدین مضمون را رونمایی کرد.